# Medalla de Xina (Imperi alemany)
La Medalla de la Xina (alemany: China-Denkmünze) va ser una condecoració de l'Imperi Alemany. Va ser establerta el 10 de maig de 1901 pel kàiser Guillem II, en la seva capacitat de rei de Prússia i kàiser alemany.
Hi havia dues versions:
- medalla de bronze: atorgada pel servei de les tropes alemanyes i civils durant la rebel·lió dels bòxers
- medalla de plata: atorgada a aquells que contribuïssin a l'esforç de guerra a la pàtria i als marins de la flota mercant que transportessin els soldats a la Xina.[1]

També podia ser atorgada a les tropes aliades.
El disseny inicial era obra del mateix Guillem II, i va ser executat pel professor Walter Schott. Les medalles van ser fabricades per Mayer & Wilhelm a Stuttgart.
Hi havia 14 barres per la participació a les diferents batalles.:
- Taku
- Tsekingkwan
- Seymour-Expedition
- Kalgan
- Tientsin
- Huolu
- Peking
- Kitchou
- Peitang-Forts
- Hophu
- Liang-Hsiang-Hsien
- Fouphing
- Kaumi
- Nan-Hung-Men
- Tschang-Tschöng-Ling
- Tonku
- Chouchouang
- Kuant-Schang
- Nankuanto

## Disseny
A l'anvers mostra una àliga que aguanta un drac entre les urpes, envoltats per una corona de llorer. Al revers apareix la corona imperial i el monograma reial. Al voltant, a la part superior, apareix la inscripció "Den siegreichen Streitern" (Als combatents victoriosos) i 1900 Xina 1901 a la part inferior.
Penja d'una cinta groga amb vores blanques. Als costats de la cinta groga hi ha franges amb els colors de la bandera alemanya (negre-blanc-vermell).